# Sarah Wildor
Sarah Wildor (Eastwood, 1972) è una ballerina e attrice britannica.

## Biografia
Ha studiato danza alla Royal Ballet School e nel 1991 è stata scritturata dal Royal Ballet, di cui è diventata solista nel 1995 e prima ballerina nel 1999. Nei suoi dieci anni con la compagnia ha danzato in molti dei maggiori ruoli femminili del repertorio, tra cui Giulietta in Romeo e Giulietta (MacMillan), Manon in L'histoire de Manon (MacMillan), le eponime protagoniste in Giselle (Wright), Anastasia (MacMillan) e Ondine (Ashton), Titania in The Dream (Ashton), Cloe in Dafni e Cloe (Ashton), Lise ne La fille mal gardée (Ashton), Swanilda in Coppélia (de Valois) e la Fata Confetto ne Lo schiaccianoci (Wright). Ha lasciato la compagnia nel 2001.
Nel 1997 si era presa una pausa dal Royal Ballet per interpretare la protagonista della Cenerentola di Matthew Bourne a Londra e Los Angeles. Dopo aver lasciato il Covent Garden ha danzato come ballerina ospite con lo Scottish Ballet. Nel 2002 ha recitato nel musical Contact nel West End londinese e per la sua interpretazione ha ricevuto una candidatura al Laurence Olivier Award alla migliore attrice in un musical. L'anno successivo ha recitato nel musical On Your Toes, in un ruolo scritto per Natalija Romanovna Makarova. Successivamente ha recitato in diverse opere di prosa, tra cui una riduzione teatrale di Frankenstein, Sogno di una notte di mezza estate e You Can't Take It with You alla Southwark Playhouse nel 2016.
È sposata con il ballerino Adam Cooper e la coppia ha avuto due figli.

## Filmografia

### Cinema
- Il codice da Vinci (The Da Vinci Code), regia di Ron Howard (2006)
- Il miracolo di Natale di Jonathan Toomey (The Christmas Miracle of Jonathan Toomey), regia di Bill Clark (2007)

### Televisione
- Holby City - serie TV, episodio 10x35 (2008)